# Liste der Monuments historiques in Boviolles
Die Liste der Monuments historiques in Boviolles führt die Monuments historiques in der französischen Gemeinde Boviolles auf.

## Liste der Immobilien
| Bezeichnung                           | Beschreibung                                                        | Standort                 | Kennzeichnung | Schutzstatus | Datum | Bild           |
| ------------------------------------- | ------------------------------------------------------------------- | ------------------------ | ------------- | ------------ | ----- | -------------- |
| Archäologischer Fundplatz Mont Châtel | Standort eines leukischen Oppidums, erstes Jahrhundert vor Christus | südlich des Ortes (Lage) | PA00132873    | Inscrit      | 1994  | weitere Bilder |

## Liste der Objekte
| Bezeichnung            | Beschreibung                          | Standort                                   | Kennzeichnung | Schutzstatus | Datum | Bild |
| ---------------------- | ------------------------------------- | ------------------------------------------ | ------------- | ------------ | ----- | ---- |
| Weihrauchfass          | Messing, 19. Jahrhundert              | in der Kirche Nativité de la Vierge (Lage) | PM55001624    | Inscrit      | 1994  |      |
| Gemälde Geburt Mariens | Ölfarbe auf Leinwand, 17. Jahrhundert | in der Kirche Nativité de la Vierge (Lage) | PM55001625    | Inscrit      | 1995  |      |